# Werbiż
Werbiż (ukr. Вербіж) – wieś na Ukrainie, na terenie obwodu lwowskiego, w rejonie mikołajowskim. Liczy ok. 780 mieszkańców.
Za II RP w powiecie lwowskim (województwo lwowskie). Od 1 sierpnia 1934 należała do gminy Czerkasy.